# Gary Olsen
Gary Olsen, all'anagrafe Gary Kenneth Grant (Londra, 3 novembre 1957 – Melbourne, 12 settembre 2000) è stato un attore britannico.

## Biografia
Gary Olsen nacque a Londra e fu cresciuto dagli zii dopo la morte prematura dei genitori. Attivo sulla scena musicale punk rock dagli anni settanta, nel 1979 recitò nella tournée londinese del musical The Rocky Horror Show. Nei successivi vent'anni recitò assiduamente sulle scene londinesi, ottenendo grandi plausi per la sua interpretazione in Up on the Roof, per cui ottenne una candidatura al Laurence Olivier Award al miglior attore in un musical.
Fu sposato con Candy Davis dal 1985 al 1990 e, dopo il divorzio, si risposò con l'australiana Jane Anthony nel 1991. Dopo il secondo matrimonio Olsen si trasferì in Australia con la moglie, dove morì di cancro nel 2000 all'età di quarantadue anni.

## Filmografia parziale
- La nascita dei Beatles (Birth of The Beatles), regia di Richard Marquand (1979)
- Atmosfera zero (Outland), regia di Peter Hyams (1981)
- Pink Floyd - The Wall, regia di Alan Parker (1982)
- Il messaggero della morte (The Sender), regia di Roger Christian (1982)
- Tartaruga ti amerò (Turtle Diary), regia di John Irvin (1985)
- Il cuoco, il ladro, sua moglie e l'amante (The Cook, the Thief, His Wife and Her Lover), regia di Peter Greenaway (1989)